# 天地無限
《天地無限》（英語：Open Range）是一部2003年由凯文·科斯特纳執導并聯合製作的美國修正主義西部電影，由克雷格·史托珀編劇，根據勞倫·潘恩的小說《The Open Range Men》改編，勞勃·杜瓦和科斯特纳主演，安妮特·班寧、邁可·坎邦、迈克尔·杰特出演配角。這部電影是杰特最後一次在銀幕上露面，他在上映前就去世了。電影紀念了杰特，以及科斯特纳的父母比爾和莎倫。
這部電影在票房上取得了成功，並受到了好評。

## 剧情
故事發生在在1882年的蒙大拿州，“老板”斯皮尔曼是一个经验丰富的曠野放牧人，他与雇工查利·怀特、莫斯和巴顿一起，正赶着牛群越野。查利是一名前联邦士兵，在内战期间曾在一个“特别小队”服役，他对自己曾殺害敌方士兵和平民的过去感到非常内疚。
老板派莫斯到附近的哈蒙维尔镇寻找物资。哈蒙维尔镇由冷酷无情的爱尔兰移民牧场主丹顿·巴克斯特控制，他痛恨曠野放牧人利用他的土地来喂养他们的牛群。莫斯与巴克斯特的一些手下打斗，被镇上腐败的警長普尔毒打并关进了监狱。唯一愿意公开反抗巴克斯特的鎮上居民只有马房老板珀西。
莫斯没有回来，老板和查利开始担心。他们把他从监狱里找了出来，但巴克斯特向他们发出最后通牒，他们必须在天黑之前离开这个地区。莫斯的伤势非常严重，老板和查理带他去找当地的医生巴洛医生。在那里，他们遇到了他的助手，苏。查利立刻被吸引住了，但他以为苏是医生的妻子，即使被邀请也不愿意留下过夜。
老板和查利發現一群蒙面骑手在侦察他们的牛群，便偷偷地来到他们的营地，解除了他们的武装，并羞辱了他们。同时，其他骑手捣毁了他们的营地，并开枪打死了摩西和查利的狗蒂格。巴顿胸部中弹，受了重伤。查利和老板发誓要为他们的朋友报仇。他们把巴顿留在医生家，然后进城；在珀西的帮助下，他们抓住了普尔和他的副手，用从巴洛家偷来的氯仿制服了他们，并把他们关进了自己的监狱。
查利得知苏是医生的妹妹，而不是他的妻子后，向她表明了自己的感情，她给了他一个幸运吊坠。查利给珀西留了一张纸条，其中他说如果他死了，卖掉他的马鞍和装备的钱，用来给苏买一套新的茶具，因为他之前創傷後壓力症發作时不小心毁了她以前的茶具。
老板和查利与巴克斯特和他的手下对阵。在战斗开始前，查利向老板坦白，他的全名是查尔斯·波斯特莱特，他要求老板也把真名告訴他。老板说他的真名是布魯伯內特·斯皮尔曼，让查利发誓不告诉任何人。巴克斯特和他的手下接近后，查利与他们对峙，并射杀了杀死莫斯的枪手巴特勒。一场激烈的枪战在街上爆发，老板、查理和珀西寡不敌众，之后镇民们开始公开反对巴克斯特。巴克斯特的手下、普尔和他的副手以及当地的酒馆老板被逐一击毙，巴克斯特最终受伤，独自一人被困在监狱里。老板射开了牢房的门，与他进行了短暂的近距离枪战，巴克斯特受了致命的伤。
苏的哥哥照顾受伤的镇民，死者则被埋葬，镇子也被清理干净。查利私下里和苏说话，告诉她他必须离开。她说她对他们的未来有一个“大想法”，她会等他回来。他真的回来了，并向苏求婚，苏接受了。在巴顿康复后，查利和老板决定在交割完目前的牛群后退出养牛业，并在哈蒙维尔定居下来，接管酒馆。

## 演員
- 勞勃·杜瓦 飾 “老闆”斯皮尔曼/布魯伯內特·斯皮尔曼
- 凯文·科斯特纳 飾 查利·怀特/查尔斯·波斯特莱特
- 安妮特·班寧 飾 苏·巴洛
- 邁可·坎邦 飾 丹頓·巴克斯特
- 迈克尔·杰特 飾 珀西
- 狄亞哥·盧納 飾 巴頓
- 詹姆斯·羅素（英语：James Russo） 飾 普爾警長
- 亞布拉哈姆·本魯比（英语：Abraham Benrubi） 飾 莫斯·哈里森
- 狄恩·麥狄蒙（英语：Dean McDermott） 飾 巴洛醫生
- 金·高斯 飾 巴特勒
- 赫伯特·科勒（英语：Herbert Kohler Jr.） 飾 咖啡馆人
- 彼得·麥克尼爾（英语：Peter MacNeill） 飾 麥克
- 克里夫·桑達士 飾 拉爾夫
- 派翠西亞·史都茲 飾 拉爾夫妻
- 朱利安·瑞秦（英语：Julian Richings） 飾 懷利
- 伊恩·崔西（英语：Ian Tracey） 飾 湯姆
- 羅德·威爾遜 飾 格斯